# Malbuch

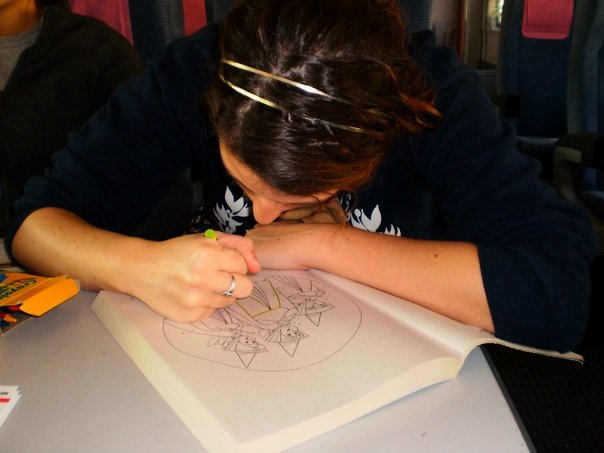
Kind mit Malbuch

Ein Malbuch ist ein Buch mit Umrisszeichnungen, die mit Stiften, wie Buntstiften, oder Deckfarben und Pinsel farbig ausgemalt werden können. Die Bücher wenden sich an unterschiedliche Ziel- und Altersgruppen und sind mit Motiven zu unterschiedlichen Themen erhältlich (wie bei Kindermalbüchern z. B. „Bauernhof“ oder „Fahrzeuge“). Das Ausmalen der Strichzeichnungen in einem Malbuch soll eher Konzentration und Feinmotorik als die Kreativität fördern. Im Erwachsenenbereich geht es eher um Entspannung, den Abbau von Stress oder den Erhalt von Fähigkeiten bei Senioren.
Ausmalbücher mit Umrisszeichnungen, die sich an Jugendliche und Erwachsene wenden, zeichnen sich meist durch komplexere Motive, geometrische Muster und/oder dünnere Linien aus und sind ebenfalls zu unterschiedlichen Themen erhältlich.

## Ausmalbücher für unterschiedliche Zielgruppen

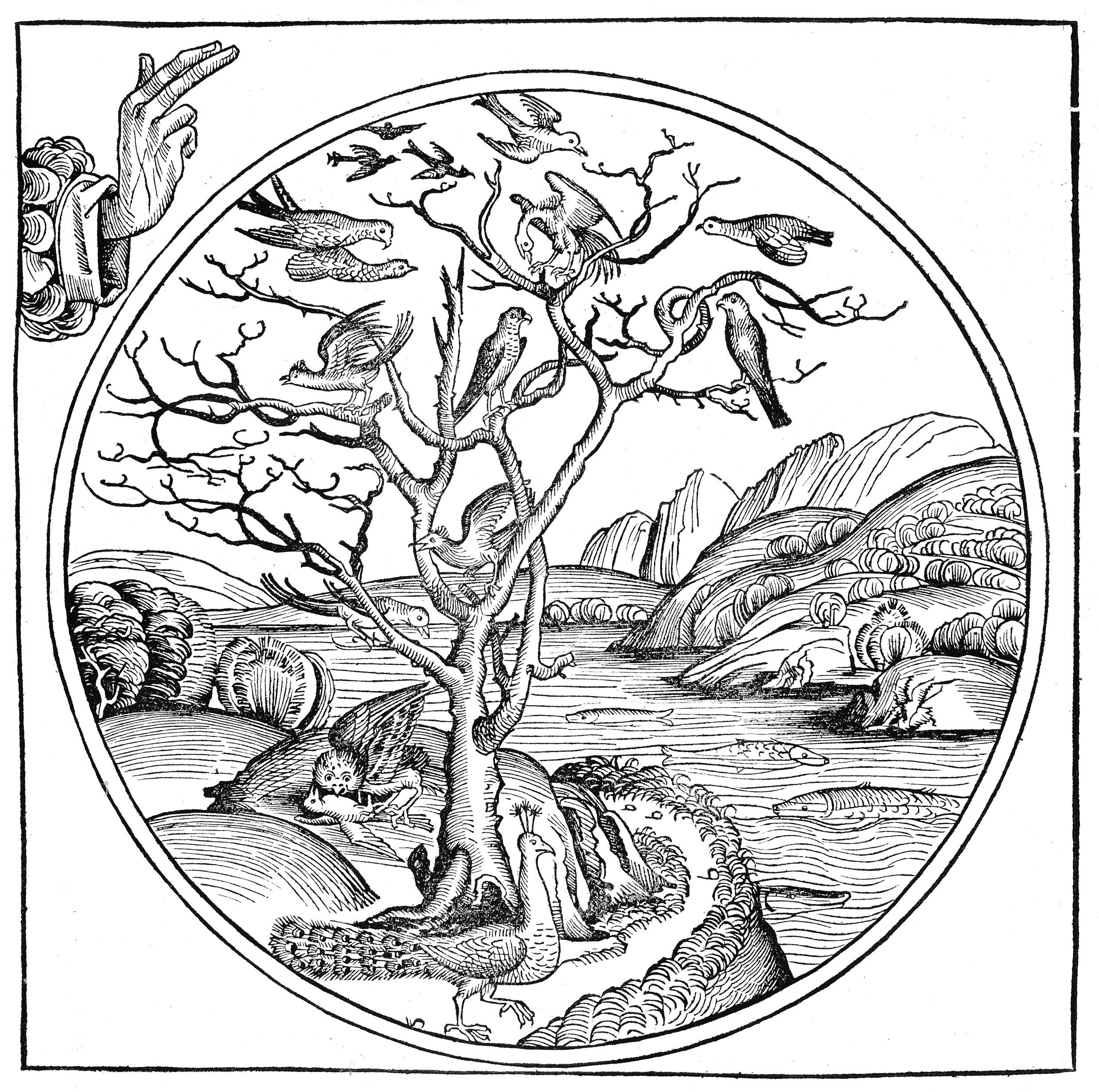
Tiermotiv zum Ausmalen für Erwachsene

Es gibt Malbücher für unterschiedliche Zielgruppen, wie Kinder unterschiedlicher Altersgruppen und Erwachsene mit unterschiedlichen Vorlieben und Wünschen. Mit anspruchsvolleren und komplexeren Angeboten wendet sich der Buchhandel mittlerweile nicht nur an Erwachsene, sondern bietet auch Vorlagen für das gemeinsame Ausmalen mit Kindern an. Darüber hinaus gibt es spezielle Angebote für Männer, für die u. a. Motive im Stil von Tätowierungen angeboten werden.
- Malbücher für Kinder zeichnen sich durch vergleichsweise große Einzelflächen und dicke Begrenzungsstriche aus.
- Malbücher zum Weitermalen geben nur einen Teil des jeweiligen Motivs vor.
- Malbücher für Erwachsene und Kinder bieten für beide Altersgruppen ansprechende Motive auf jeder Doppelseite.
- Malbücher für Erwachsene, z. B. mit Mandalas, botanischen Motiven etc.[4]
- Speziell für Senioren werden Malbücher zum Erhalt der Feinmotorik angeboten. Darüber hinaus gibt es spezielle Ausmalbücher für an Demenz Erkrankte.[5]

## Einige Illustrationsbeispiele

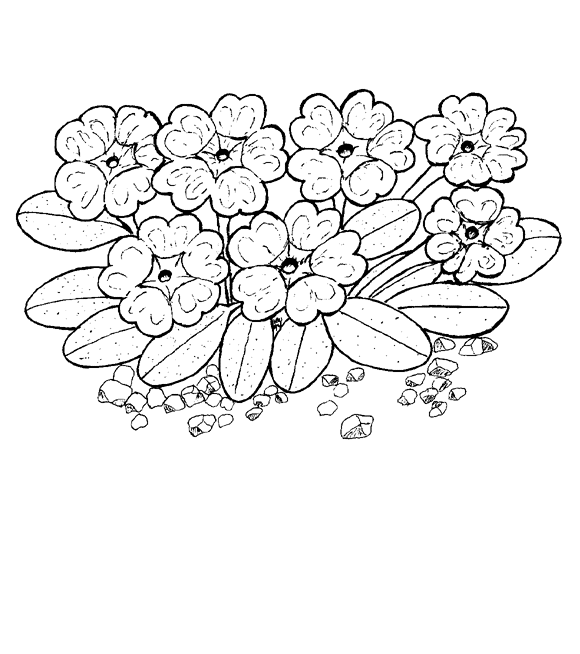
Blumen in einem Malbuch für Kinder
Tux
Einfaches Mandala-Motiv in einem Malbuch
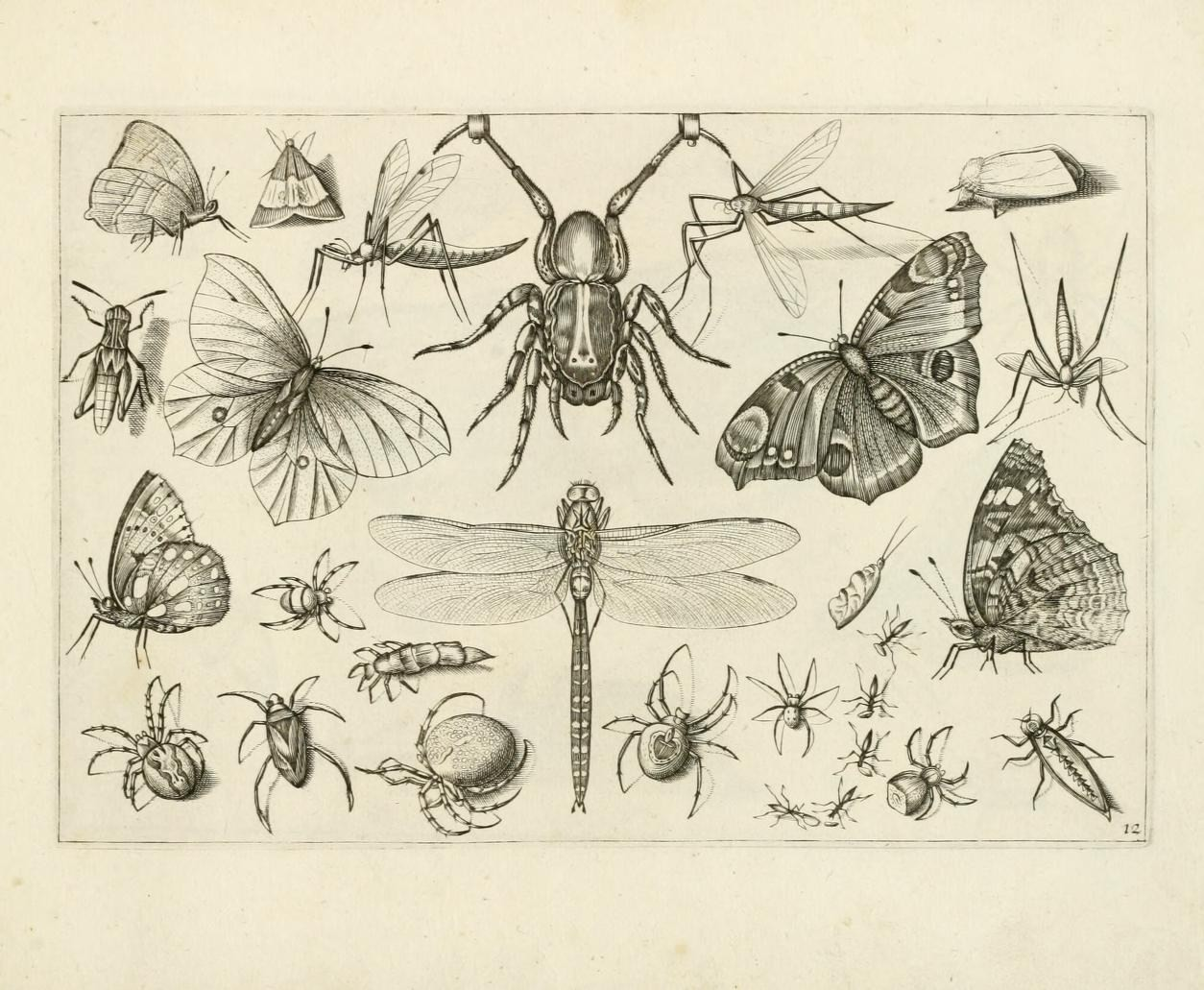
Ausmalblatt der Biodiversity Heritage Library zum Ausdrucken
- Pferdemotiv aus einem Malbuch für Erwachsene
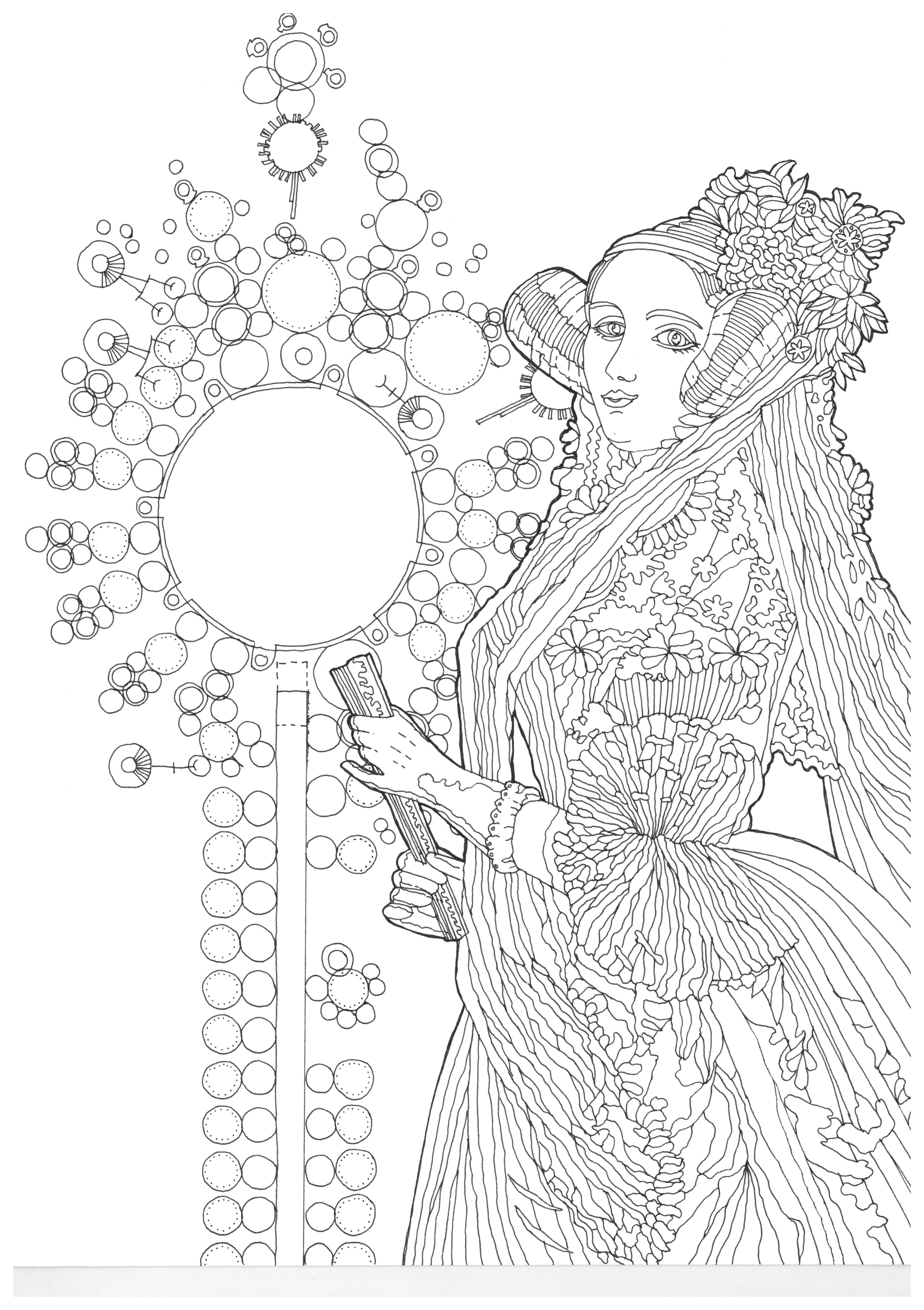
Motiv aus dem Ausmalbuch „Garden of Ada“
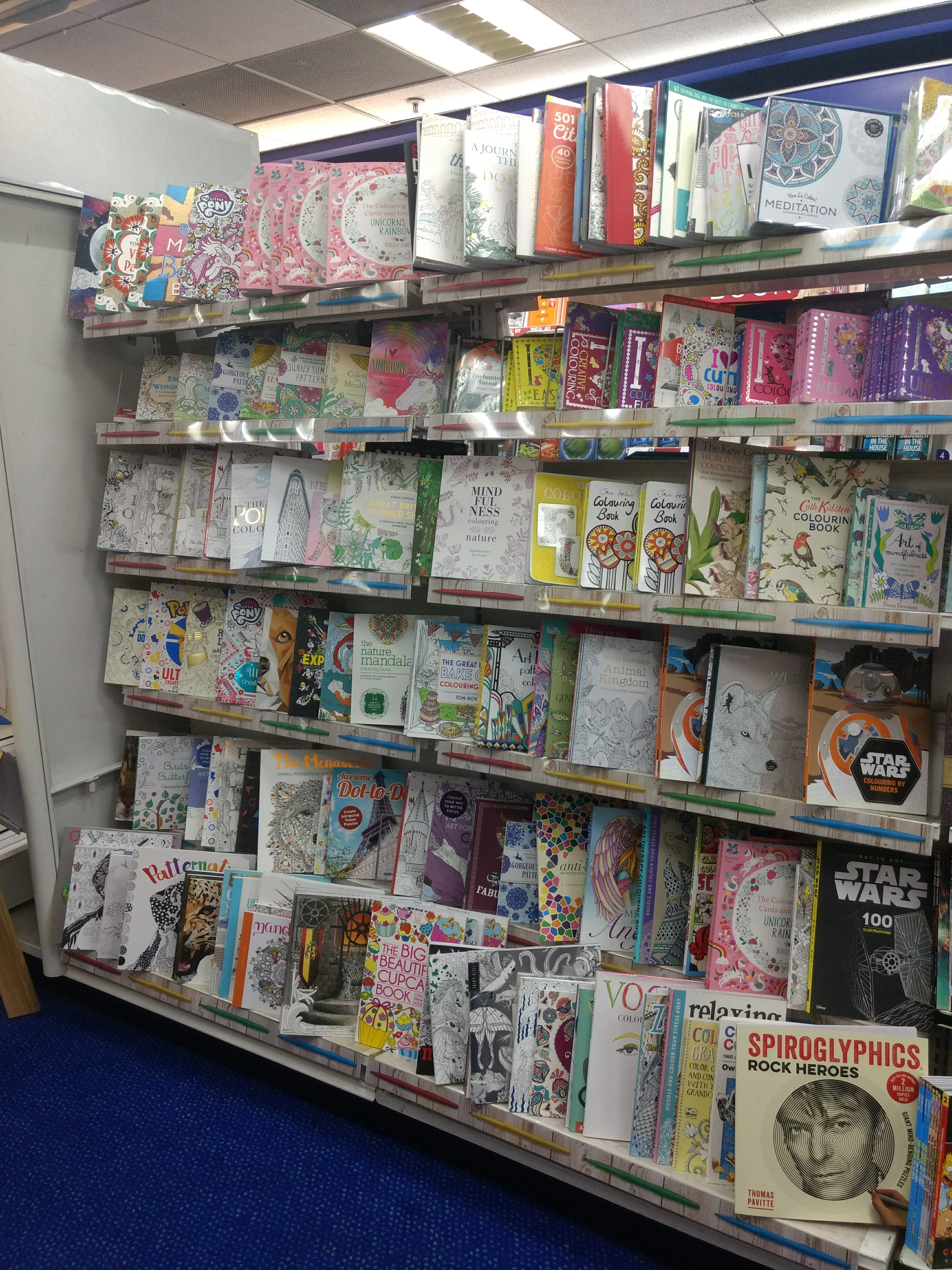
Ausmalbücher für Erwachsene in einem Buchladen in London

## Siehe auch

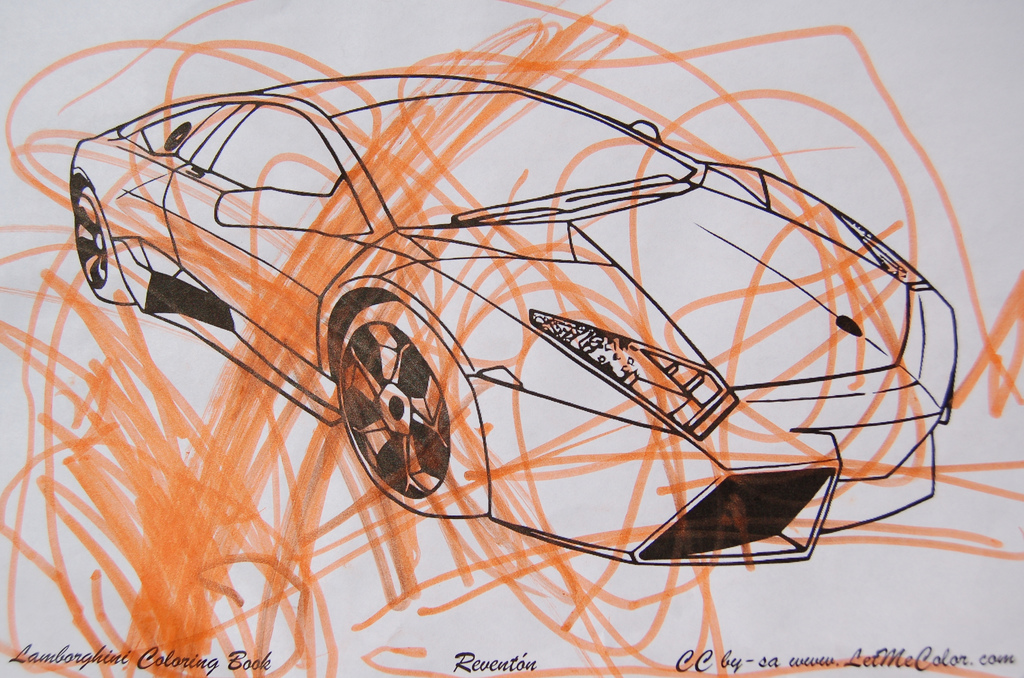
Von einem Kleinkind colorierter Lamborghini

## Malbücher (Auswahl)
- Für Kinder: Kate Greenaway, George Weatherly: The Little Folks Painting Book. 1879 (Auszug [abgerufen am 26. Januar 2011] Ein frühes Malbuch).
- Für Erwachsene: Kruhm Verlag (Hrsg.): La Catrina & Sugar Skulls Vol. 1 - Tattoo Vorlagen Buch. 2013, ISBN 978-3-946386-00-1, S. 80.
- Für Jugendliche: Carolin Liepins-Schäffler: Mal deine Welt bunt! Digital Detox mit diesem abwechslungsreichen Ausmalbuch für Jugendliche ab 12 Jahren. Loewe Verlag, 2022, ISBN 978-3-7432-1304-3, S. 100.
- Für Senioren: Independently Published (Hrsg.): Malbuch speziell für Senioren und Rentner, mit großen Motiven von Wunderschönen Vögeln. 2024, ISBN 979-83-3846557-8, S. 96.